# Isopedella victorialis
Isopedella victorialis is een spinnensoort in de taxonomische indeling van de jachtkrabspinnen (Sparassidae).
Het dier behoort tot het geslacht Isopedella. De wetenschappelijke naam van de soort werd voor het eerst geldig gepubliceerd in 1993 door Arthur Stanley Hirst.